# Somasca
Somasca (IPA: /somˈaska/; Sumàsca in dialetto bergamasco e lecchese), è una frazione e una parrocchia di Vercurago, comune della provincia di Lecco in Lombardia.
Posta nella fascia collinare del paese, fu nominata per la prima volta nel 1299 e rimase contrada di Vercurago fino al XVII secolo. Nel 1652 venne citata per la prima volta come comune separato, ma il 26 settembre 1798 con le leggi napoleoniche Somasca divenne frazione di Vercurago, da quel momento l'unica del comune. Il paese è noto ai religiosi dato che è stato il luogo in cui san Girolamo Emiliani ha insediato la sua congregazione dei Chierici regolari di Somasca e in cui beata Caterina Cittadini ha fondato le Suore Orsoline di San Girolamo.

## Geografia fisica

### Territorio
L'area geografica di Somasca si estende su un'altura rocciosa a est del comune di Vercurago. L'area del paese è sommariamente pianeggiante e molto boschiva. Alcuni pascoli si estendono nell'area est di Somasca e il punto di altezza massima dell'area è costituito dal cosiddetto "Castello dell'Innominato" che sorge sopra uno sperone di roccia naturale.
L'area ha sempre rappresentato anche un interessante centro naturalistico per la notevole quantità di ammoniti e fossili naturalmente emergenti dal terreno e formatisi dal sollevamento delle terre in epoca preistorica che ha portato alla formazione del vicino lago.

### Sismologia
Dal punto di vista sismico Somasca presenta un rischio molto basso ed è stata classificata come il comune zona 4 (bassa sismicità) dalla protezione civile nazionale.

### Clima
Il clima di Somasca è quello caratteristico delle pianure settentrionali italiane e delle zone di bassa montagna, caratterizzato da inverni freddi e abbastanza rigidi ed estati che talvolta possono risentire di elevate temperature; la piovosità si concentra principalmente in autunno e in primavera. Il paese appartiene alla zona climatica E.

## Storia

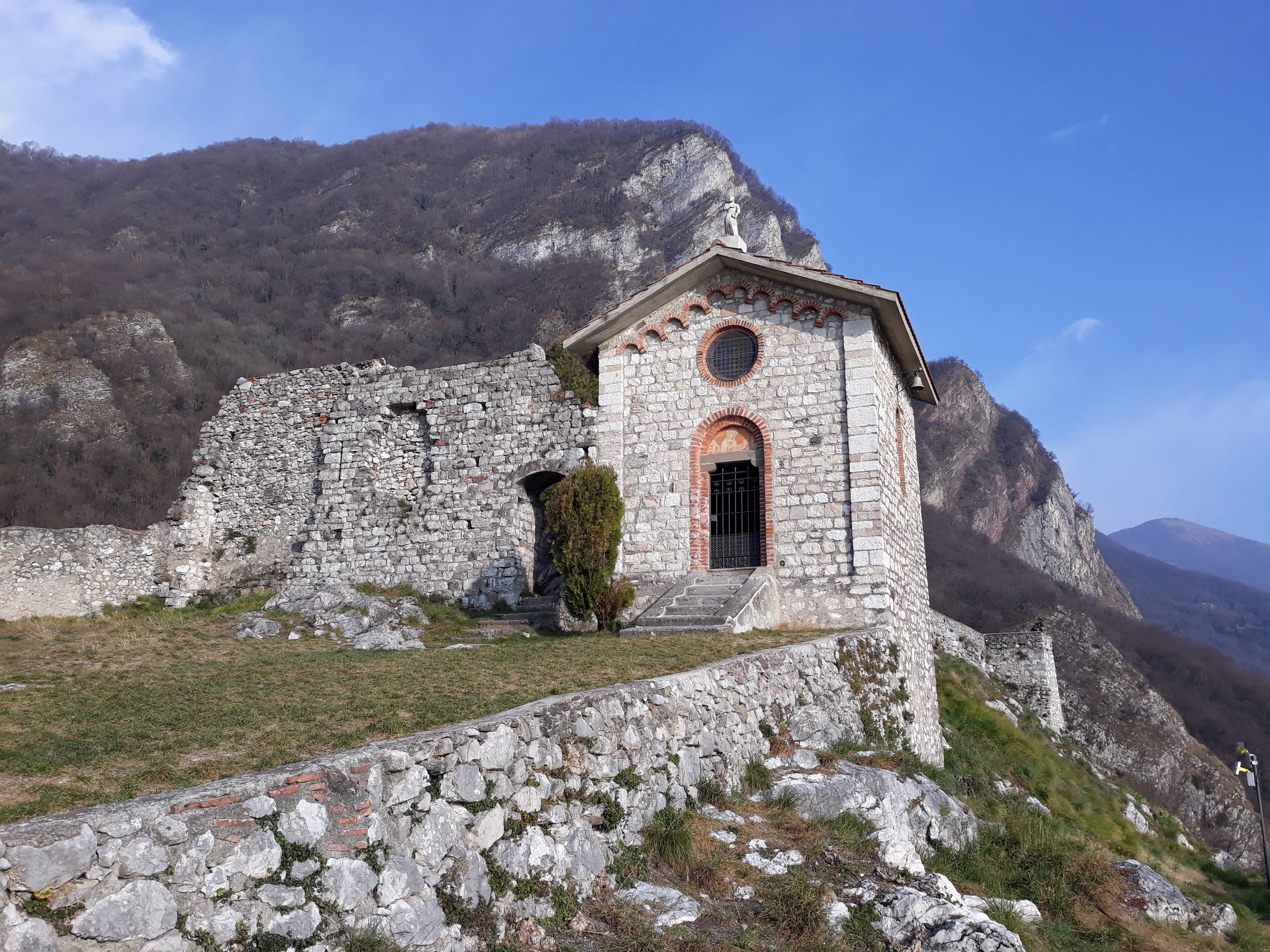
Il castello dell'Innominato

Le prime tracce di civiltà ritrovate a Somasca risalgono all'epoca della Civiltà di Golasecca (IX-V secolo a.C.) e sono state ritrovate presso la rocca con tracce di insediamento. Il nome della località viene citato per la prima volta da Goffredo da Bussero nel suo Liber Notitiae Sanctorum Mediolani, quando l'abitato viene definito Sumasca S. Bartolomeo, sebbene le prime notizie certe relative all'insediamento di un comune indipendente a Somasca siano databili al 1331 quando figurava assieme a Vercurago tra i comuni della Valle di San Martino, sottoposta alla feudalità della famiglia Benaglio, di parte guelfa. Come borgo di confine tra il territorio del Ducato di Milano e quello della Repubblica di Venezia, furono subito necessarie molte fortificazioni per attutire i ripetuti scontri che nel corso degli anni i due stati portarono avanti. La frazione deve ancora oggi la sua fama al fatto di aver dato il nome ai chierici regolari dell'ordine fondato da san Girolamo Emiliani nel 1532 (Chierici Regolari di Somasca, o Somaschi). All'epoca dell'opera di San Girolamo Emiliani, gran parte delle antiche fortificazioni erano ormai in disuso e vennero riconvertite per usi civili e religiosi e il volto del borgo cambiò radicalmente con la fondazione del convento della Congregazione dei Chierici Regolari Somaschi. San Girolamo Emiliani morì di peste a Somasca l'8 febbraio 1537 in una camera ancora oggi conservata presso un luogo di culto locale.
Nel 1566 san Carlo Borromeo decise di erigere proprio a Somasca il primo seminario esterno alle mura di Milano, affidandone la direzione proprio ai padri somaschi.
Il comune cessò la propria esistenza come entità indipendente nel 1801 quando venne aggregato al vicino comune di Vercurago e da allora ne seguì le vicende storiche e l'evoluzione. Nel 1839 dal 21 febbraio al 16 aprile Somasca ospitò per un breve periodo il vescovo di Trento Carlo Emanuele Sardagna de Hohenstein.

## Monumenti e luoghi d'interesse

### Architetture religiose

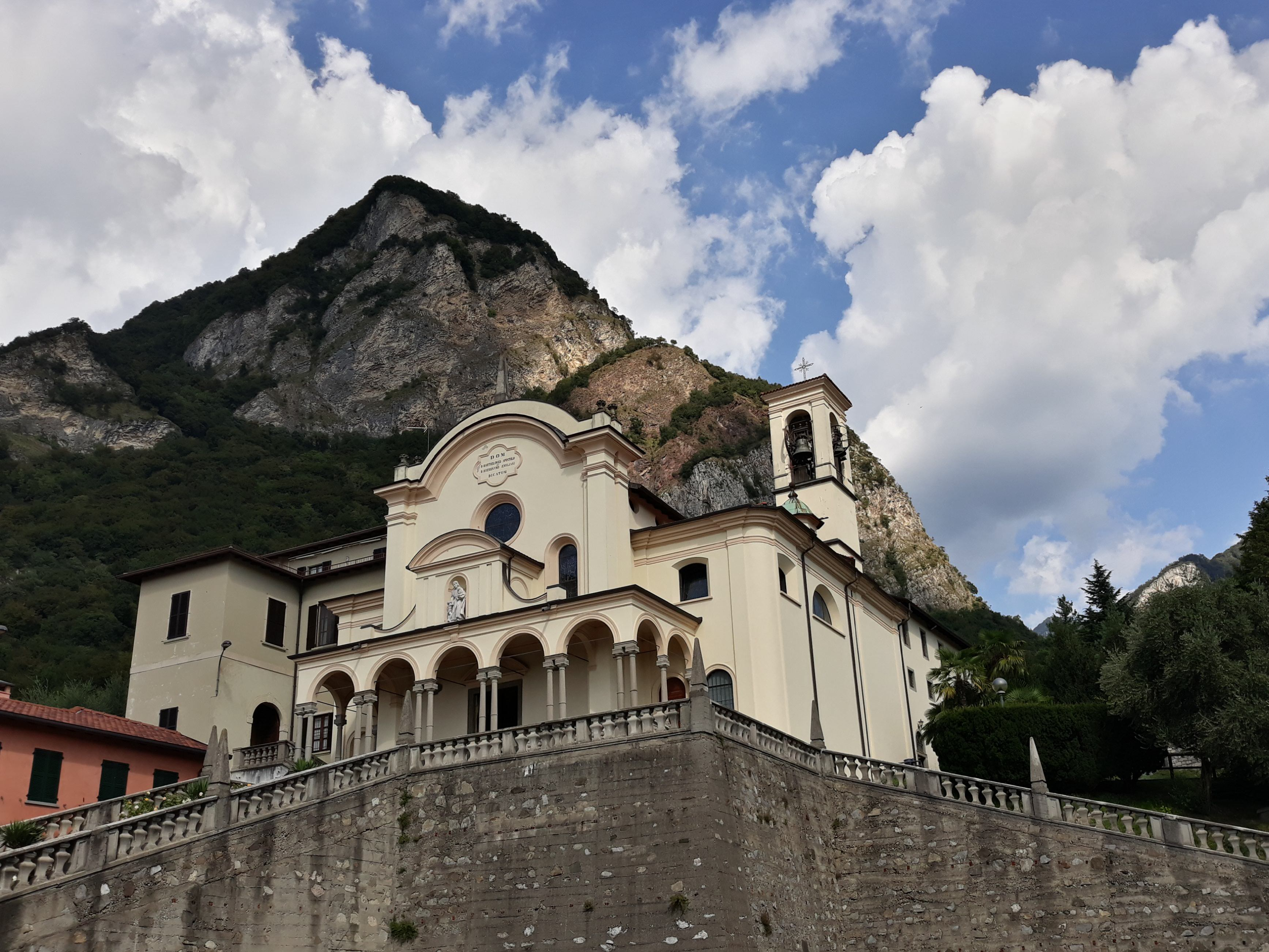
Basilica di San Bartolomeo e San Girolamo Emiliani

Santuario di San Girolamo Emiliani
Edificata sulla precedente chiesa di San Bartolomeo a partire dal 1544 dai chierici regolari di Somasca è la chiesa parrocchiale della frazione di Somasca. Divenne di proprietà dei padri somaschi nel 1592 che nel corso del XVII e del XVIIII secolo la ampliarono più volte e nel 1958 papa Giovanni XXIII elevò la chiesa a basilica minore. La chiesa venne poi rimaneggiata nel XX secolo con la costruzione di alcune arcate frontali e poi restaurata più volte fino al 2013. L'edificio in stile barocco ha pianta basilicale rettangolare e si costituisce di tre navate.

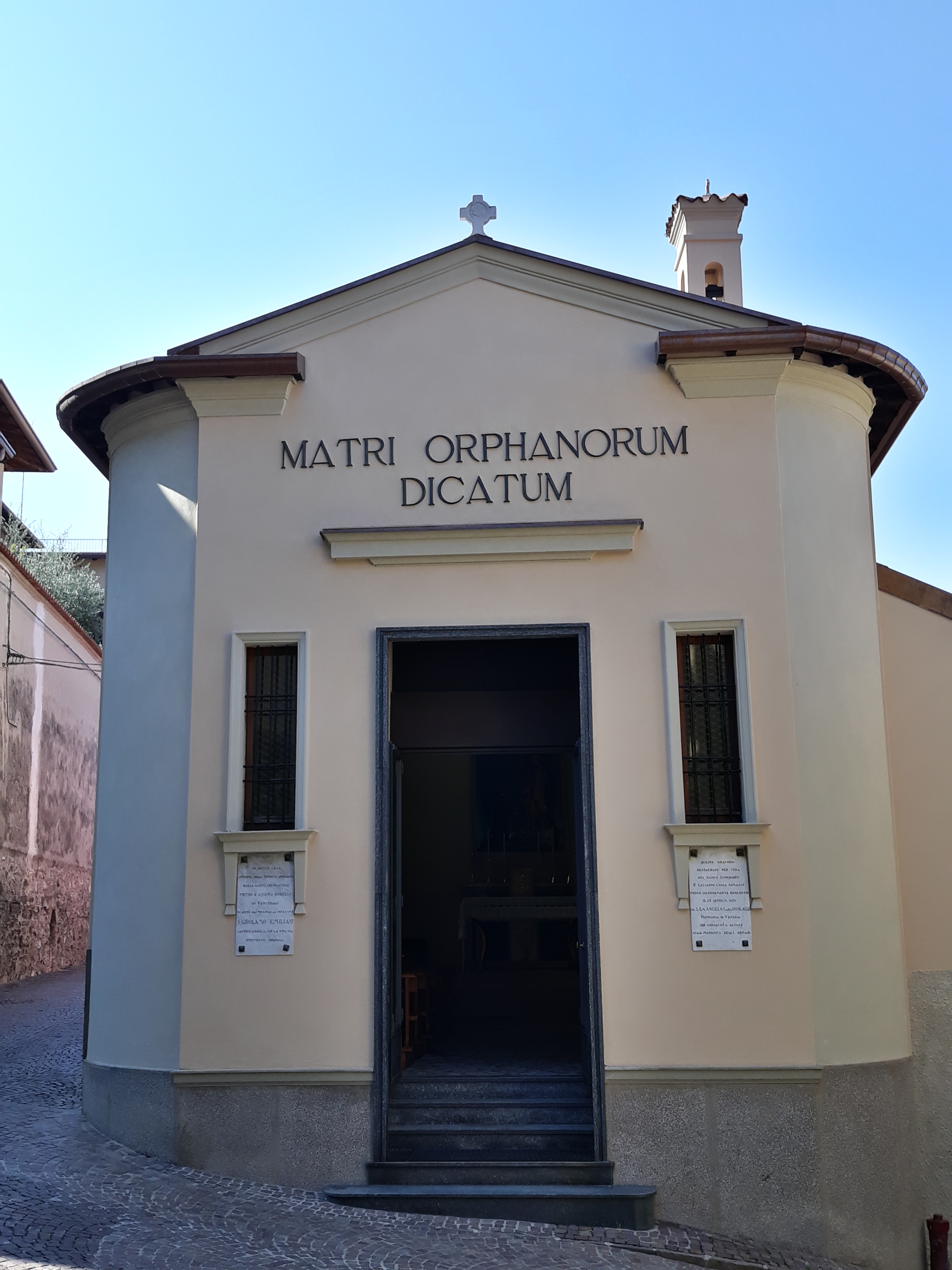
Chiesa di Maria Madre degli Orfani
Consacrata nel 1953 dal patriarca di Venezia, futuro papa Giovanni XXIII, la chiesa è dedicata a Maria Madre degli Orfani e sorge sull'antica casa di san Girolamo Emiliani. L'interno della chiesa è a un'unica navata e termina nell'abside con una scultura lignea avente per soggetti san Girolamo Emiliani e tre orfani inginocchiati d'innanzi alla Madonna. Sulla parete destra della chiesa è presente una stanza in cui si trova la croce rossa che il santo tracciò poco prima di morire.
Sacro Monte di Somasca
Il Sacro Monte è dedicato a san Girolamo Emiliani che qui visse tra il 1533 e il 1537, anno della sua morte, con la sua compagnia dei servi dei poveri poi rinominata dei chierici regolari di Somasca. Tra il XVII e il XVIII secolo i padri somaschi acquistarono tutti i terreni del Sacro Monte che fu poi realizzato nel corso del XIX secolo. L'ingresso del Sacro Monte è contrassegnato da un arco in pietra da cui parte un viale affiancato da dieci cappelle nelle quali sono rappresentati episodi salienti della vita del santo. Alla metà del viale si apre una Scala Santa che conduce all'Eremo in cui il santo era solito ritirarsi nell'ultimo anno della sua vita.
Concluso il viale si entra a "la Valletta" uno spazio costituito da due piazze sfalsate collegate tra loro da una scalinata e adornata da numerose arcate inserite nel 1928. Nella piazza alla quota inferiore si trova il campo santo dei padri somaschi e la chiesa della Resurrezione: in stile neoclassico fu costruita nel 1815 su progetto di Giuseppe Bovara. Nella piazza superiore invece è presente la chiesa della Valletta.
Cappella di Sant'Ambrogio
Della cappella si ha prima notizia scritta nel 1339 e probabilmente venne edificata per commemorare la vittoria del Ducato di Milano nella Battaglia di Parabiago, nella quale si credeva fosse apparso Sant'Ambrogio. La cappella era già frequentata nel XV secolo, ma dopo le guerre tra guelfi e ghibellini finirono le processioni dirette alla cappella e nel 1533 San Girolamo Emiliani restaurò la cappella costruendo sotto il pavimento una cisterna. Nel 1894 iniziarono i nuovi lavori di restauro che culminarono l'anno successivo e negli anni settanta vennero fatte le ultime sistemazioni.

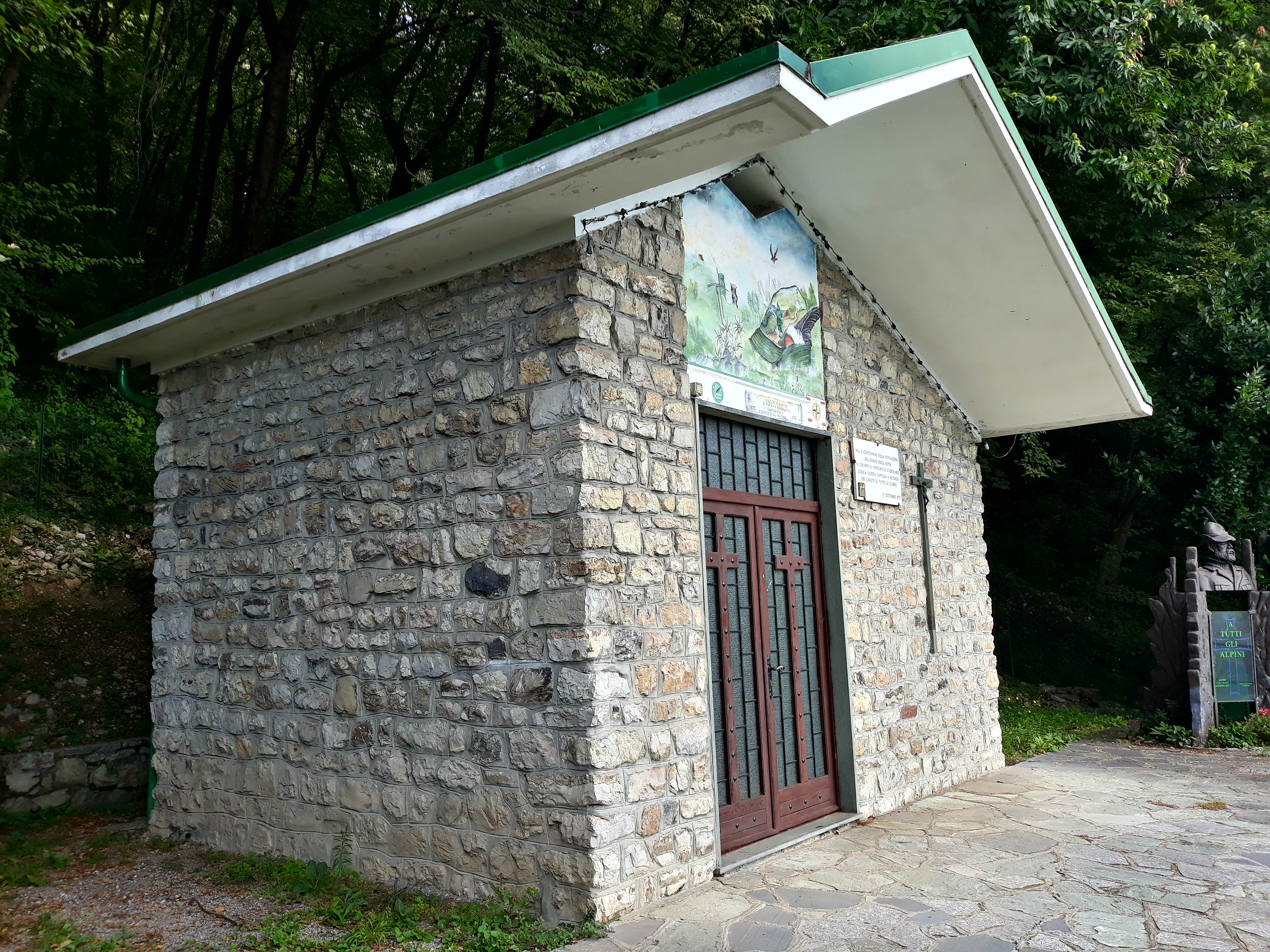
La cappella degli Alpini

Cappella degli Alpini
Dedicata al centenario della formazione del corpo militare degli alpini, la cappella è stata aperta il 17 settembre 1972. La struttura è a pianta quadrata, la muratura è in pietra e sull'ingresso è stato dipinto un affresco a tema alpino. Ogni anno il 23 dicembre si svolge una fiaccolata che termina alla Cappella degli Alpini e che viene organizzata dal Gruppo Escursionisti Vercuraghesi.

### Architetture militari
Castello dell'Innominato
Situato al di sopra della frazione di Somasca prende il nome dall'Innominato, personaggio de I promessi sposi, in quanto la tradizione vuole che per la descrizione del castello nel romanzo il Manzoni abbia fatto riferimento proprio a questo edificio. In origine il castello era una torre di segnalazione di un sistema di fortificazione Carolingio e se ne ha prima menzione nel 1158. Il castello venne utilizzato durante le lotte tra guelfi e ghibellini iniziate dalla faida tra i Visconti e i Della Torre per poi diventare definitivamente di proprietà della Repubblica di Venezia nel 1454. A seguito della guerra scoppiata tra la Francia e Venezia l'8 settembre 1509 i francesi smantellarono il castello che venne poi restaurato e abitato da San Girolamo Emiliani nel 1534. Il castello venne definitivamente distrutto dai cannoni Russi nel 1799 durante lo scontro tra i Francesi e gli Austro-Russi per la conquista di Lecco.

### Altro

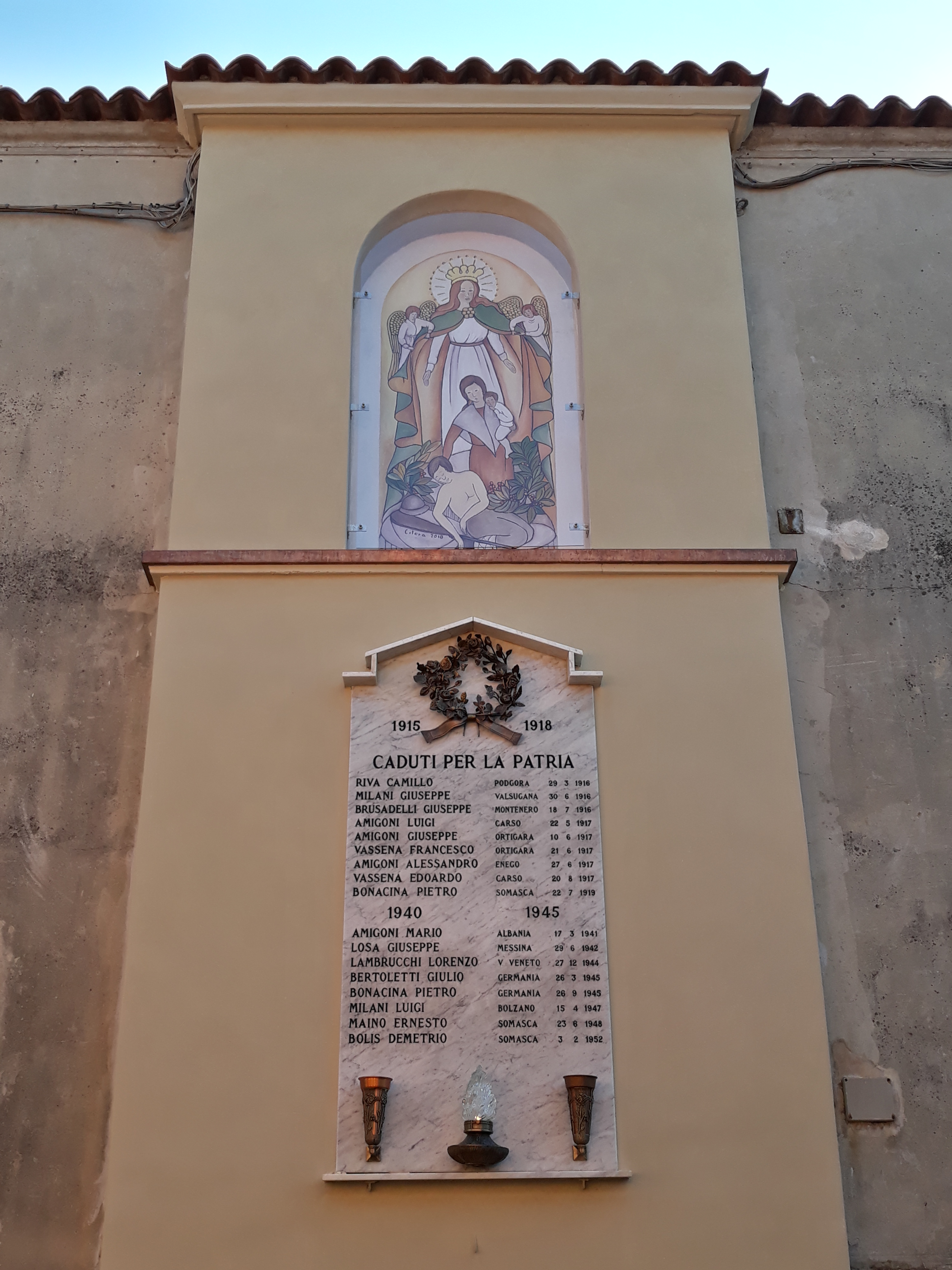
Il monumento ai caduti

Monumento ai caduti di Somasca
Posto vicino alla Basilica di San Bartolomeo e San Girolamo Emiliani, è composto da una lapide con i nomi dei 17 giovani morti nel corso delle due Guerre sormontata da una nicchia contenente un affresco inaugurato con una messa il 15 luglio 2018. L'affresco, dipinto da Rosalba Citera, raffigura nel centro la Madonna incoronata con due angeli che le sorreggono il mantello aperto così come le braccia che proteggono il giovane che ha donato la sua vita.
Monumento a tutti gli Alpini
Posto in prossimità della cappella dedicata al centenario della formazione del corpo militare degli Alpini è un monumento bronzeo dedicato a tutti gli Alpini. La scultura è composta da tre pennacchi rocciosi che sostengono un busto rappresentante un alpino, l'intera composizione è stata scolpita nel bronzo ed è stata posata il 16 giugno 1974.

## Società

### Evoluzione demografica
Censimento parrocchiale dal 1861 al 1936

### Lingue e dialetti
Nella frazione è molto diffuso il dialetto bergamasco. Il dialetto bergamasco parlato a Somasca, e più in generale della zona occidentale della Valle San Martino, risente della vicinanza a Lecco e di conseguenza il vernacolo locale presenta delle affinità con il dialetto lecchese del quale riprende diverse parole.

### Religione
La principale confessione religiosa è il cristianesimo celebrata con il rito ambrosiano e la parrocchia riferita di Somasca, nata nel 1564, è intitolata a san Bartolomeo apostolo e a san Girolamo Emiliani. A Somasca hanno sede due congregazioni religiose: quella delle Suore orsoline di San Girolamo fondata da beata Caterina Cittadini nel XIX secolo e quella dei chierici regolari di Somasca fondata da san Girolamo Emiliani nel XVI secolo che dal 1967 gestisce una comunità di accoglienza.